# Хукке, Ян ван ден
Ян ван ден Хукке (нидерл. Jan van den Hoecke, Johannes van den Hoecke, Jan van der Hoecke; крещён 4 августа 1611, Антверпен — 1651, Антверпен или Брюссель) — фламандский художник, график, проектант гобеленов эпохи барокко.

## Биография

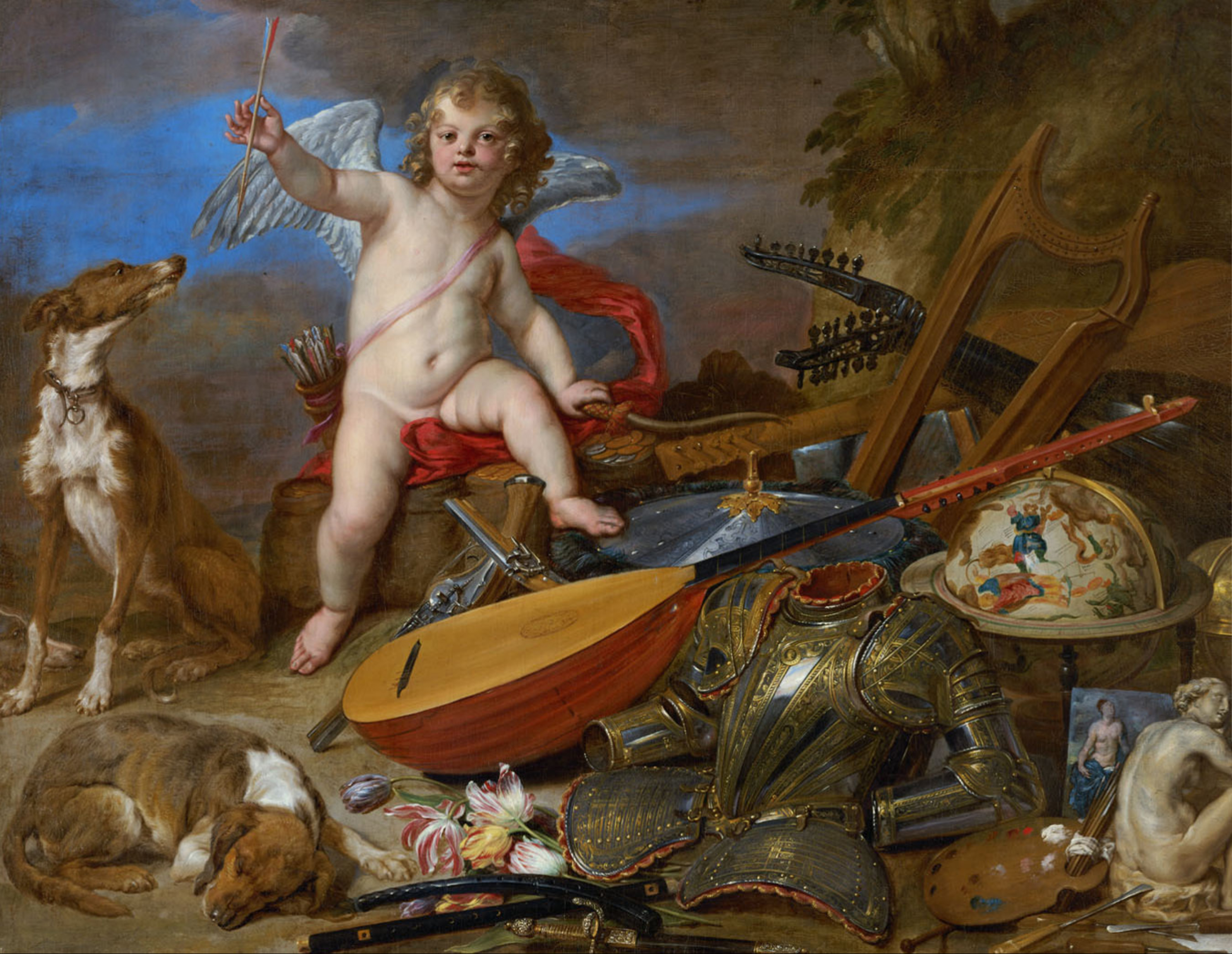
«Амур-победитель» (совместно с Паулем де Восом. 1640-е г.

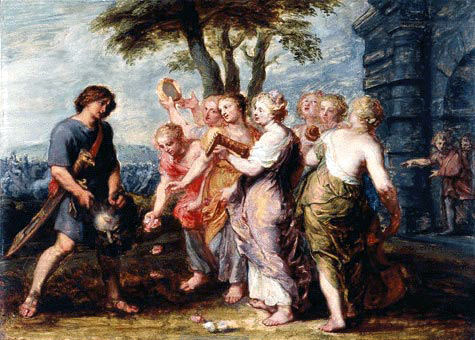
«Триумф Давида», 1635

Первым учителем был его отец Гаспар ван ден  Хукке (1555—1648), позже художник постигал мастерство живописи в мастерской Рубенса, был одним из главных помощников мастера.
В 1635—1644 жил и работал в Италии, затем в Вене (около 1644—1647) при дворе императора Священной Римской империи Фердинанда III Габсбурга. После возвращения в Антверпен, он был придворным художником эрцгерцога Леопольда Вильгельма Австрийского (1647—1650).

## Творчество
Ян ван ден Хукке — автор ряда монументальных картин, созданных под влиянием Рубенса и А. ван Дейка («Триумф Давида», 1635). Писал картины на библейские, мифологические и аллегорические сюжеты, алтарных картин для церквей Фландрии, а также полотен, изображающих современные ему события, портреты, батальные сцена и рисунки для гобеленов.
Как и большинство антверпенских художников, Ян ван ден Хукке практиковал создание картин совместно с другими мастерами, среди которых — Адриан ван Утрехт, Пауль де Вос и другие.
Его брат — художник-баталист Роберт ван ден Хукке (1622—1668).

## Избранные картины
- Геркулес между пороком и добродетелью
- Аллегория Леопольда Вильгельма фон Габсбурга (1614—1662, Вена)
- Триумф Давида (1635)
- Мадонна с младенцем
- Четыре элемента (1651)
- Портрет эрцгерцога Леопольда
- Май—июнь (1647—1650)
- Конный портрет эрцгерцога Леопольда Вильгельма

|  |  |  |  |